# Ruokojärvi (Tärendö socken, Norrbotten, 745490-179733)
Ruokojärvi är en sjö i Pajala kommun i Norrbotten och ingår i Kalixälvens huvudavrinningsområde.